# Étienne Desjoyeaux
Pour les articles homonymes, voir Famille Desjoyeaux.
Étienne Desjoyeaux est un officier français de l'Empire, né le 28 septembre 1781[à vérifier] à Saint-Étienne et mort le 23 août 1858.

## Famille
Fils de Jean Desjoyeaux et de Marie Furet,.

## États de service
Engagé le 1er Messidor an XII (20 juin 1804) dans les vélites de la garde impériale, il participa à la plupart des campagnes de la Grande Armée, s'illustrant en particulier en Espagne, au Portugal et en France. Il se trouva aux batailles d'Austerlitz, Iéna, Friedland, Tudela et Salamanque et assista aux sièges de Magdebourg, Rodrigo et Almeida. 
Lors de la campagne d'Espagne, harcelé par la guérilla, un balle vint frapper sa croix de la Légion d'honneur et y laissa une trace. 
Sous-lieutenant au 27e de ligne en 1807, il était chef de bataillon à la fin des guerres napoléoniennes. 
À la chute de l'Empire, il fut mis en demi-solde le 10 octobre 1815. Surveillé de près pendant la Restauration comme ancien officier de l'Empire, il fut acclamé chef de bataillon de la deuxième légion de la garde nationale de Saint-Étienne en 1830. Il fut admis à la réforme le 20 juin 1834.
"Lorsque le maréchal Bugeaud, commandant en chef de l'armée des Alpes, vint à Saint-Étienne le 25 février 1849, il trouva le Commandant Desjoyeaux à la réception du préfet de la Loire. La rencontre de ces deux vieux compagnons d'armes fut un incident touchant: ni l'un ni l'autre, en se rappelant leur glorieux passé, ne purent retenir leur émotion."

## Décorations
- Chevalier de la Légion d'honneur (6 août 1810)[6].
- Médaille de Sainte-Hélène

## Titres
- Chevalier de l'Empire[7].

## Autres fonctions
- Nommé le 31 août 1833 maire de la commune d'Outre-Furan par le Roi Louis-Philippe. Il conserva cette fonction jusqu'en 1850, année où il s'en démit pour raisons de santé. Lui succéda dans cette fonction André-Antoine Neyron, ancien maire de Saint-Étienne[8].

## Sources
- Panthéon de la Légion d'honneur, T. Lamathière, Paris, Michel, pp. 169-171.
- Notices biographiques stéphanoises, par M. Descreux, Librairie Constantin, Saint-Étienne, 1868, pp. 150-151